# Przemoc wobec osób LGBT
Lesbijki, geje, osoby biseksualne i transpłciowe (LGBT) czasami doświadczają przemocy skierowanej na ich seksualność lub tożsamość płciową. Homofobiczna przemoc jest definiowana jako przemoc dotykająca osoby czy grupy osób ze względu na ich domniemaną lub rzeczywistą orientację seksualną czy tożsamość płciową. Jest ona motywowana uprzedzeniami wobec osób nieheteroseksualnych (homofobia). Zaliczane są do niej krzywdzące zachowania które powodują szkody psychiczne lub fizyczne. Czynnikami oddziałującymi mogą być kulturowe, religijne lub polityczne obyczaje i uprzedzenia.

## Przemoc usankcjonowana przez państwo

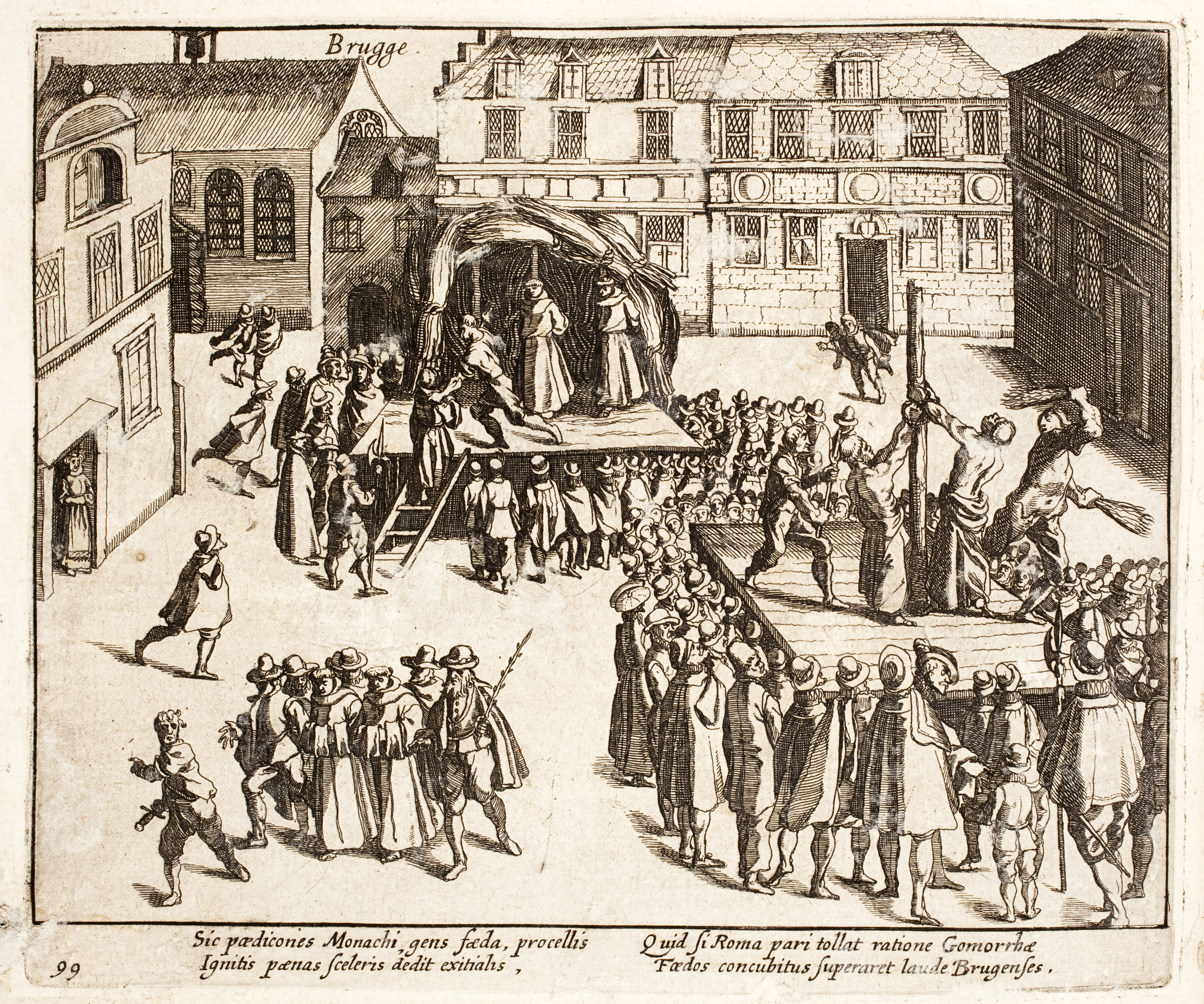
Egzekucja pięciu homoseksualnych zakonników franciszkanów za pomocą ognia i tortur, Brugia, 26 lipca 1578 r.

### Historycznie

#### Europa
Regulacje prawne i kodeksy zakazujące praktyk homoseksualnych obowiązywały w Europie od czwartego do dwudziestego wieku, a kraje muzułmańskie miały podobne przepisy od początków islamu w VII wieku do dziś włącznie. Abbasydzki Bagdad, pod rządami Kalifa Al-Hadiego (785-786), karał homoseksualizm śmiercią.

### Współcześnie
Według stanu na marzec 2019 r. 70 państw członkowskich ONZ (35%) uznaje za przestępstwo akty seksualne podejmowane za obopólną zgodą przez osoby tej samej płci. W 68 z nich prawo wyraźnie uznaje za przestępstwo dobrowolne czynności seksualne z udziałem osób tej samej płci, a w 2 innych uznaje takie czynności za przestępstwo de facto. Spośród tych 70 państw ONZ 26 (37%) uznaje za przestępstwo tylko takie czyny między mężczyznami.
Sześć państw członkowskich ONZ przewiduje karę śmierci za dobrowolne akty seksualne z udziałem osób tej samej płci, z czego trzy w Azji (Iran, Arabia Saudyjska i Jemen) oraz trzy w Afryce (Nigeria, Sudan i Somalia). 31 państw członkowskich ONZ (44%) nakłada do ośmiu lat pozbawienia wolności, podczas gdy pozostałe 26 państw członkowskich (37%) nakłada jeszcze surowsze kary: od 10 lat do dożywotniego więzienia. 
Międzynarodowe organizacje praw człowieka, takie jak Human Rights Watch i Amnesty International, potępiają prawa, które uznają relacje homoseksualne pomiędzy wyrażającymi zgodę dorosłymi za przestępstwo. Od 1994 roku Komitet Praw Człowieka ONZ orzekł również, że takie przepisy naruszają prawo do prywatności gwarantowane w Powszechnej Deklaracji Praw Człowieka i Międzynarodowym Pakcie Praw Obywatelskich i Politycznych.

## Napad kryminalny

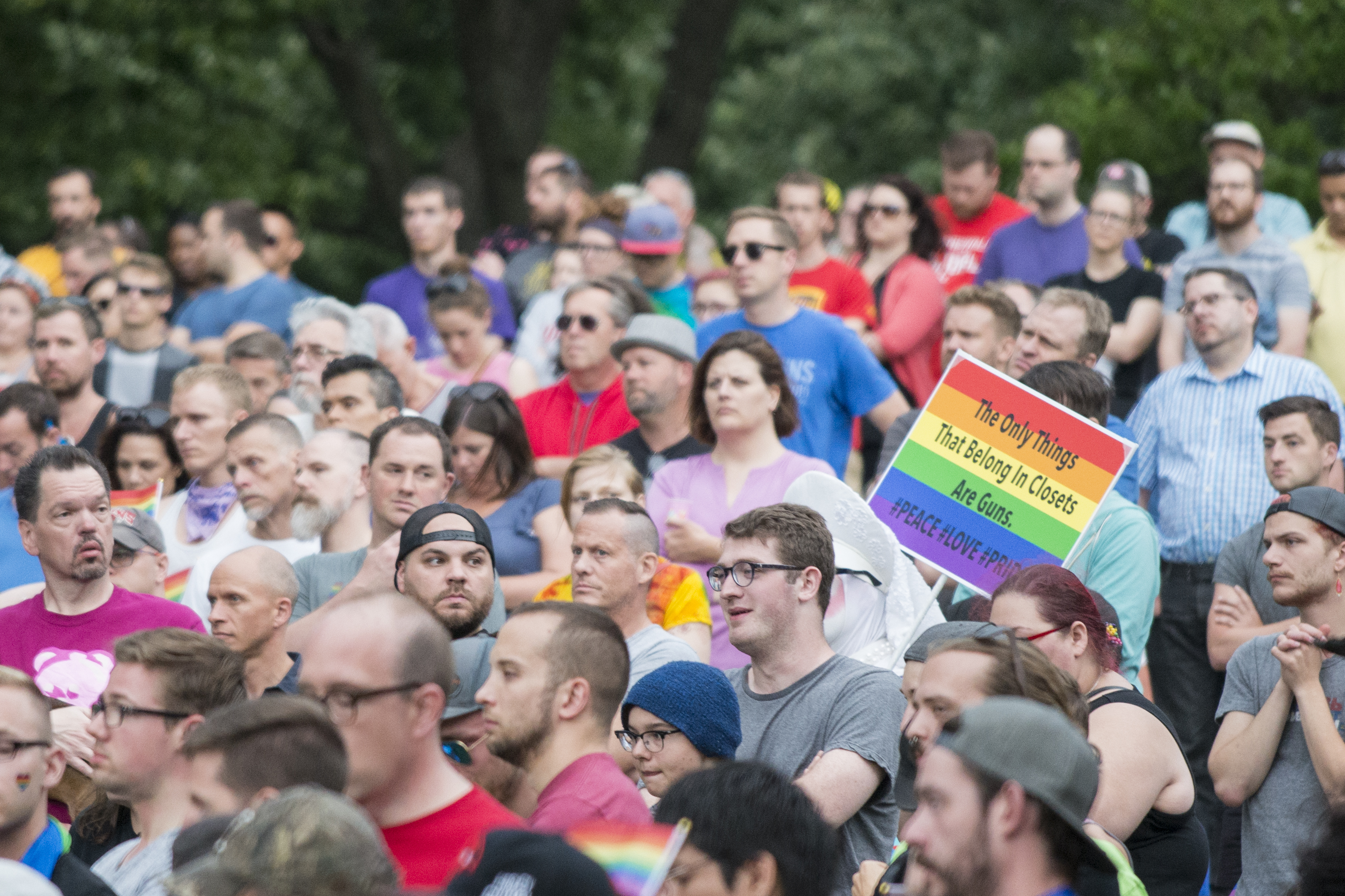
Czuwanie nad ofiarami strzelaniny w klubie nocnym w Orlando w 2016 r. w Minneapolis

Nawet w krajach, w których homoseksualizm jest legalny (większość krajów poza Afryką i Bliskim Wschodem), pojawiają się doniesienia, że osoby o orientacji homoseksualnej są obiektem znęcania się lub napaści fizycznej, a nawet morderstw.
Według Grupo Gay da Bahia, najstarszej brazylijskiej organizacji pozarządowej zajmującej się prawami gejów, wskaźnik zabójstw osób homoseksualnych w Brazylii jest szczególnie wysoki — w ciągu 30 lat od 1980 do 2009 roku odnotowano 3 196 przypadków (czyli około 0,7 przypadków na 100 000 mieszkańców rocznie). Brazylijska organizacja Grupo Gay da Bahia (GGB) odnotowała 190 udokumentowanych domniemanych zabójstw homofobicznych w Brazylii w 2008 r., co stanowi około 0,5% umyślnych zabójstw w Brazylii (wskaźnik zabójstw 22 na 100 000 mieszkańców w 2008 r.). 64% ofiar to geje, 32% to transpłciowe kobiety lub trans-mężczyźni, a 4% to lesbijki.
W wielu częściach świata, w tym w dużej części Unii Europejskiej i Stanów Zjednoczonych, akty przemocy są prawnie klasyfikowane jako przestępstwa z nienawiści, które pociągają za sobą surowsze wyroki w przypadku skazania. W niektórych krajach ten rodzaj przepisów obejmuje zarówno przemoc werbalną, jak i fizyczną.
Zbrodnie z nienawiści wobec osób LGBT są zazwyczaj szczególnie brutalne, nawet w porównaniu z innymi zbrodniami z nienawiści: „intensywna furia jest obecna w prawie wszystkich sprawach o zabójstwa z udziałem ofiar będących homoseksualnymi mężczyznami”. Rzadko zdarza się, że ofiara zostaje po prostu zastrzelona; jest bardziej prawdopodobne, że zostanie wielokrotnie dźgnięta nożem, okaleczona i uduszona. „Często dochodziło do tortur, cięcia, okaleczania... wykazując absolutną wolę wymazania człowieka z powodu jego preferencji (seksualnych)”.
W Kanadzie w 2008 roku, według danych zebranych przez policję, około 10% wszystkich przestępstw z nienawiści w tym kraju było motywowanych orientacją seksualną. Spośród nich 56% było związanych z przemocą. Dla porównania, 38% wszystkich przestępstw motywowanych na tle rasowym miało charakter agresywny.